# Harpactira curvipes
Harpactira curvipes là một loài nhện trong họ Theraphosidae.
Loài này thuộc chi Harpactira. Harpactira curvipes được Mary Agard Pocock miêu tả năm 1897.